# Major Ridge
Major Ridge o Kah-nung-da-tla-ge ("l'home que arriba al cim de la muntanya") (Hiwassee, Tennessee 1771- Echota, 1839) fou un polític cherokee, fill d'una cherokee i d'un comerciant escocès. De jove fou un valerós guerrer que criticà el tractat de Hopewell (1785) i atacà assentaments blancs, però després de la Revolució nord-americana acceptà als missioners i el 1800 fou un dels caps més prominents, alhora que des del 1807 fou cap de la policia cherokee. El 1813 ajudà Andrew Jackson contra els creek i el 1818 contra els seminola. Aleshores fou portaveu del Consell i conseller del president John Ross, alhora que un dels cherokees més rics. Però el 1832 va donar suport al Removal Act com a beneficiós per a la nació cherokee, i signà el Tractat de New Echota, pel qual acceptaven marxar cap a Oklahoma. Per això fou assassinat per un grup de guerrers partidaris de John Ross, contrari a la marxa, amb el seu fill John Ridge i el seu nebot Elias Boudinot.